# Żółte
Żółte (niem. Schilde) – wieś sołecka w Polsce położona w województwie zachodniopomorskim, w powiecie drawskim, w gminie Drawsko Pomorskie. W latach 1975–1998 miejscowość administracyjnie należała do województwa koszalińskiego. W roku 2007 wieś liczyła 99 mieszkańców.
Wieś wchodząca w skład sołectwa: Olchowiec.
Osada wchodząca w skład sołectwa: Żółcin.

## Geografia
Wieś leży ok. 6,5 km na północ od Drawska Pomorskiego, nad jeziorem Zarańskie, przy drodze wojewódzkiej nr 162.

## Historia
Na wyspie pobliskiego jeziora Zarańskie, w 2003 roku archeolodzy pracujący pod kierunkiem dr. Ryszarda Kaźmierczaka odkryli na wyspie miejsce kultu pogańskiego. Rok później, w położonym o kilka kilometrów dalej jeziorze Gągnowo, natrafiono na fragmenty dwóch mostów łączących stały ląd z grodziskiem na wyspie na tym jeziorze, a wokół wiele zatopionych przedmiotów. Na podstawie badań dendrochronologicznych ustalono, że jeden z mostów wybudowany został 700 lat p.n.e.
Wieś została zdobyta w dniu 6 marca 1945 roku przez 10 i 11 pułk piechoty, 4. dywizji im. Jana Kilińskiego, 1. Armii Wojska Polskiego podczas likwidacji 10. korpusu SS okrążonego w okolicach Świdwina.

## Zabytki

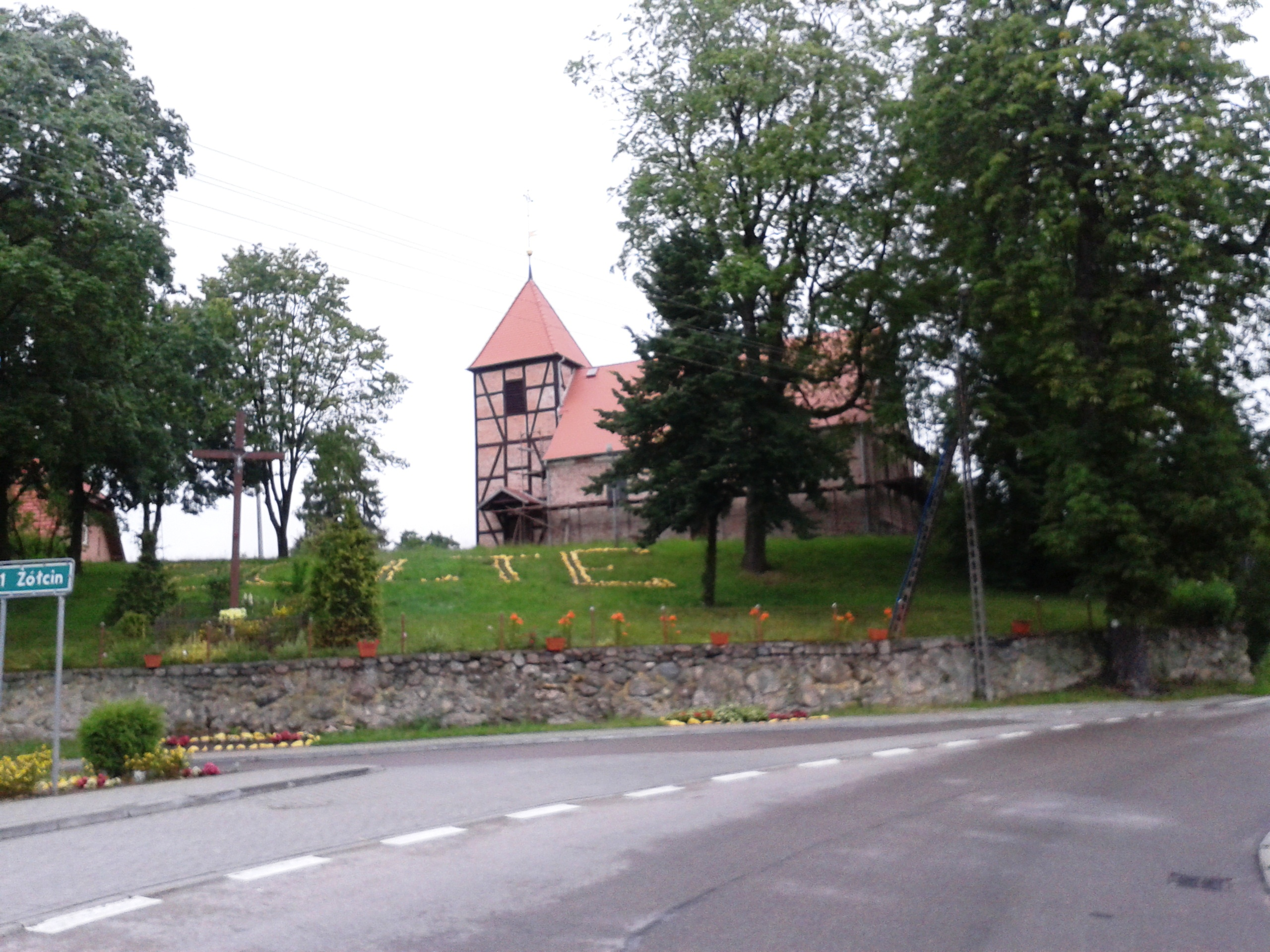
Żółte - kościół pw. Niepokalanego Poczęcia Najświętszej Maryi Panny

Do wojewódzkiego rejestru zabytków wpisane są:
- kościół pw. Niepokalanego Poczęcia Najświętszej Maryi Panny szachulcowy z XIX wieku, filialny, rzymskokatolicki należący do parafii pw. św. Stanisława w Zarańsku, dekanatu Drawsko Pomorskie, diecezji koszalińsko-kołobrzeskiej, metropolii szczecińsko-kamieńskiej
- park pałacowy z dziedzińcem gospodarczym z początku XIX w. Obiekt wzniesiony na planie prostokąta wraz z wieżą.

inne obiekty:
- przed II wojną światową we wsi znajdował się folwark. Do dziś można podziwiać kamienno - ceglane budynki gospodarcze oraz budynek dawnej mleczarni wzniesiony metodą szachulcową a także ruiny dawnego dworu[potrzebny przypis].